# Kitchen sink realism
Il Kitchen sink realism è un movimento artistico che si è sviluppato in Gran Bretagna, tra la fine degli anni cinquanta e i primi anni sessanta e che ha coinvolto il teatro, il cinema, la letteratura e il mondo della televisione. Esso è caratterizzato dall'avere protagonisti che rappresentano una gioventù arrabbiata e disillusa nei confronti della società, facente parte della classe lavoratrice .

## Nel cinema
In ambito cinematografico, il kitchen sink realism è stato portato per la prima volta da Jack Clayton nella propria pellicola La strada dei quartieri alti.